# Microplitis docilis
Microplitis docilis är en stekelart som beskrevs av Nixon 1970. Microplitis docilis ingår i släktet Microplitis och familjen bracksteklar. Arten är reproducerande i Sverige. Inga underarter finns listade i Catalogue of Life.